# Петер Плет
Петер Плет (29. децембар 1766 — 29. март 1823) био је немачки учитељ и пионир вакцине против малих богиња из Шлезвиг-Холштајна. Његов рад са вакцином против великих богиња, предузет раних 1790-их пре сличних студија Едварда Џенера, био је признат тек много година касније.

## Живот
Плет је рођен 29. децембра 1766. у Клајн Рајду. Године 1790. Плет је био запослен као кућни учитељ у Шенвајду где је од млекарица учио о крављим богињама које спречавају људе да се заразе малим богињама. Године 1791. преселио се у Мајерхоф у Хаселбургу у Гут Витенберг/Источни Холштајн где је вакцинисао троје деце њеног власника Мартини лимфом против крављих богиња која их је штитила од малих богиња. Само пет година касније, Едвард Џенер је открио управо ову методу која га је учинила светски познатим.
Године 1790. и поново 1791/92, Плет је пријавио свој успех медицинском факултету Универзитета у Килу, али су они фаворизовали старију методу варијације, тако да нису реаговали на извештаје.  Године 1802, након што је Џенерова метода стигла у Немачку, Плета је интервјуисао Фридрих Адолф фон Хајнце у име Кристофа Хајнриха Пфафа са Медицинског факултета Универзитета у Килу. Његов извештај су објавили Пфаф  и Хајнце  и касније га проследили немачкој канцеларији владе у Копенхагену.
Од 1793. године, Плет је похађао семинар за наставнике који је водио Хајнрих Милер у Килу . Охрабрио га је његов главни пастор Јохан Георг Шмит који га је сматрао „једним од Мулерових најперспективнијих учесника семинара“ и ангажовао га је као учитеља у Лабоеу 1796. у Стакендорфу 1808.
Франц Херман Хегевиш, који је постао професор Универзитета у Килу 1809. године, открио је Плетове извештаје о његовом успеху са вакцинацијом против крављих богиња и незнању универзитета. Препоручио је објављивање чланка о Плетовим открићима уреднику Неуе Сцхлесвиг-Холстеинисцхе Провинзиалберицхте (Нови покрајински извештаји Шлезвиг-Холштајна), Георгу Петеру Петерсену. Петерсен је 1815. објавио прошлогодишњи интервју са Плетом, па је потврдио Хајнцеов извештај из 1802. године. 
Године 1820, Плет је био приморан да се повуче из наставе због свог алкохолизма. Пастор Шмит и његов претпостављени, проректор Кеј Вилхелм фон Ахлефелд, договорили су скромну пензију и смештај са грађанима Стакендорфа. Три године касније, Плет је умро у 56. години.

## Почасти
Заједница Стакендорф је 1956. године подигла стену у част Питера Плета испред школе у којој је он раније радио. Њен натпис је исправљен 2006. године и допуњен информативном таблом.